# Gorgoneion

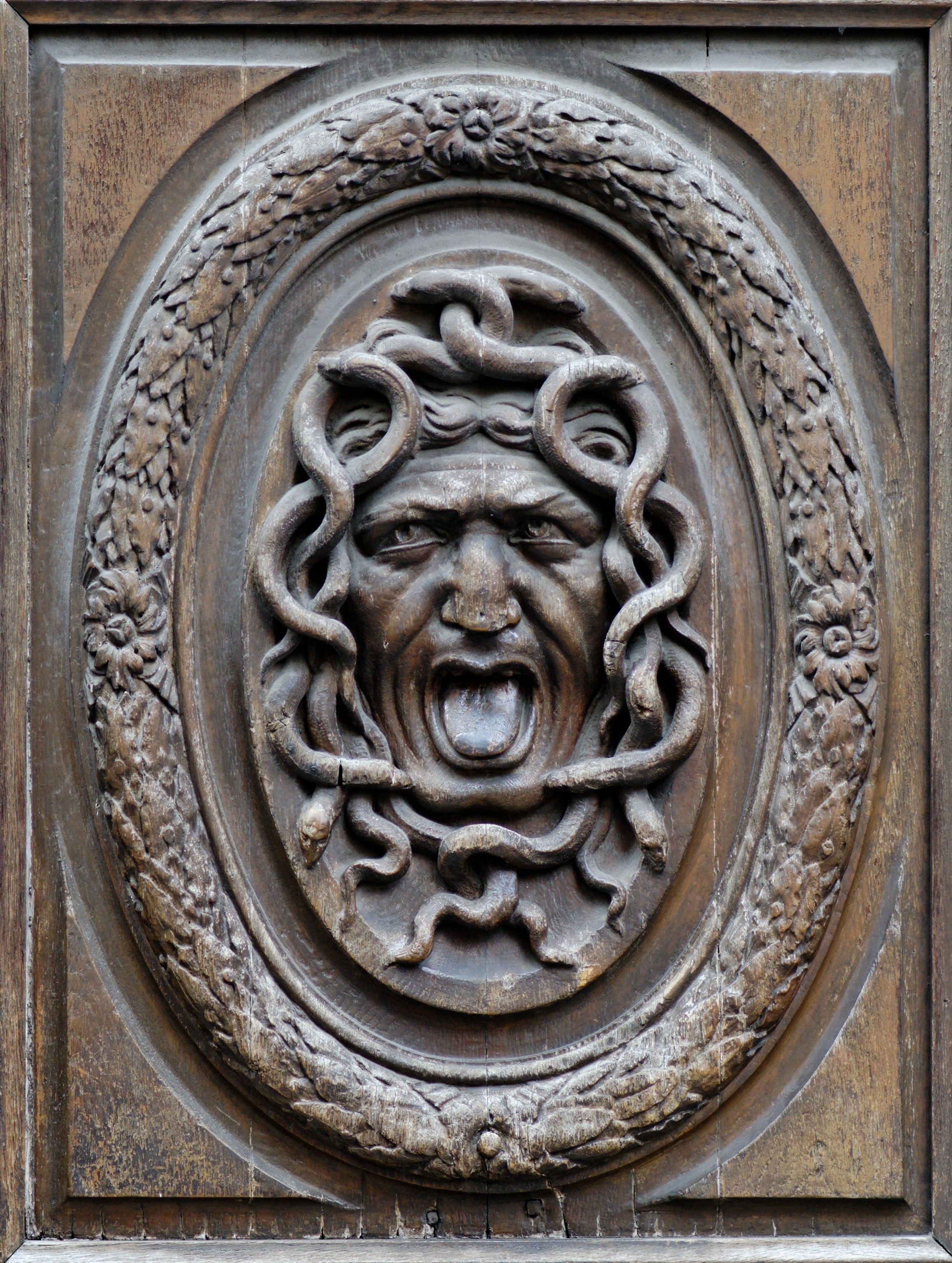
Panel de madera de una puerta que debe proteger a la casa de huéspedes indeseados (Thomas Regnaudin, ca. 1660).

En la Antigua Grecia, el gorgoneion (griego: Γοργόνειον) originalmente era un amuleto apotropaico que inducía horror al mostrar la cabeza de la Gorgona. Estaba relacionado con las deidades Zeus y Atenea; se dice que ambos habrían llevado un colgante con este motivo. También sería una égida real popular en la época helenística, tal como se muestra por ejemplo en el mosaico de Alejandro y el camafeo Gonzaga.

## Evolución
Homero se refiere a la Gorgona en cuatro ocasiones, y cada vez solo hace mención a su cabeza, como si la criatura no tuviera cuerpo. Jane Ellen Harrison menciona que "Medusa es una cabeza sin nada más...una máscara a la cual posteriormente se le adosó un cuerpo". Hasta el siglo V a. C., la cabeza era mostrada como muy fea, con la lengua colgando, colmillos de jabalí, carrillos regordetes, sus globos oculares mirando fijamente al que la observa y serpientes retorciéndose a su alrededor.
La mirada directa frontal, "evidentemente mirando hacia afuera de su contexto iconográfico y desafiando directamente al observador", era muy inusual en el arte griego antiguo. En algunas ocasiones se le adosaba una barba en su mentón (probablemente en representación de rastros de sangre), lo que le daba la apariencia de una deidad orgiástica como Dioniso.
Las gorgoneia que decoran los escudos de guerreros en vasos griegos del siglo V a. C. eran mucho menos grotescas y amenazantes. Para esta época, la Gorgona había perdido sus colmillos y las serpientes eran bastante estilizadas. La pieza helenística conocida como la Medusa Rondanini ilustra la transformación eventual en una mujer hermosa.

## Uso

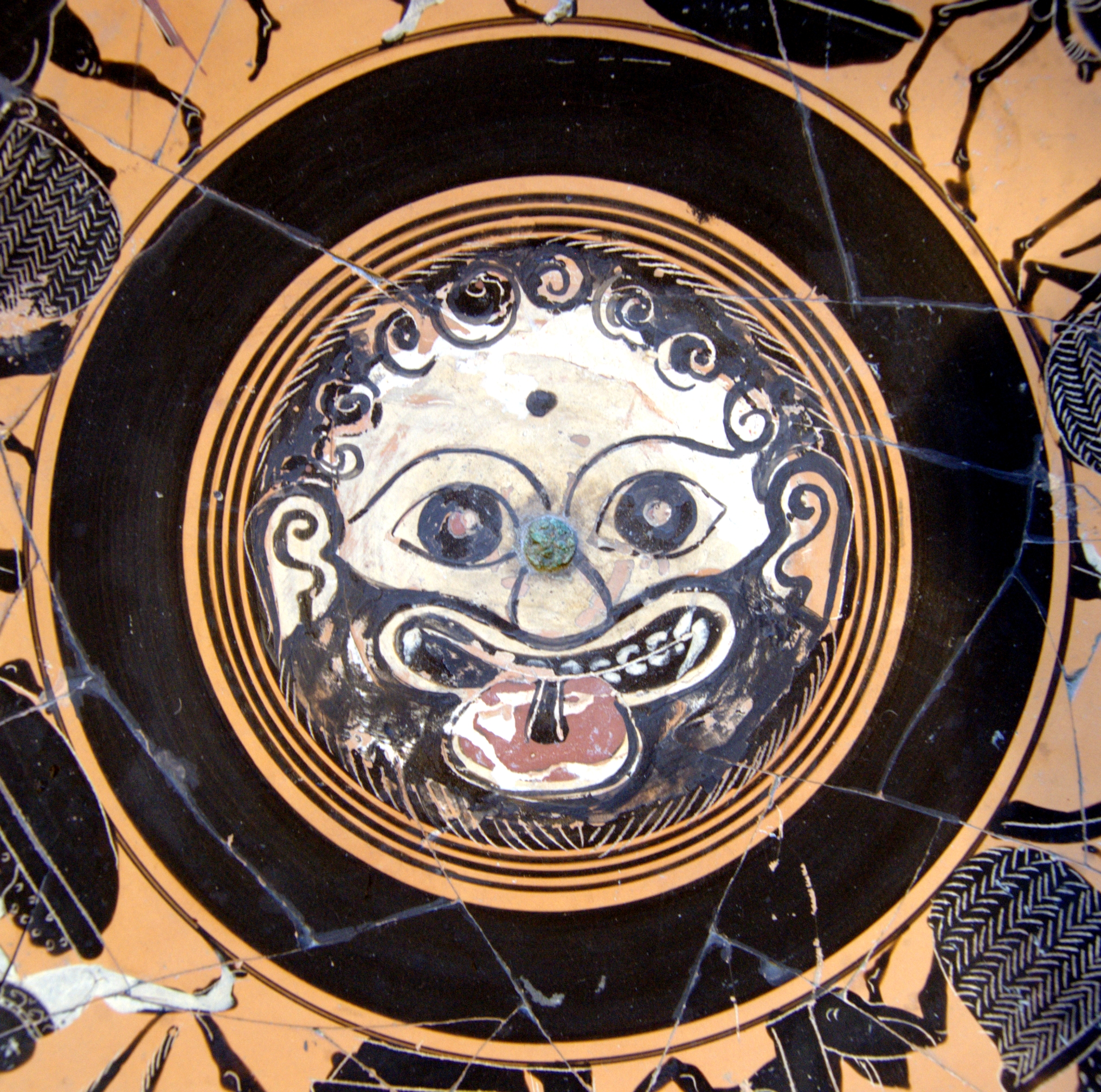
Gorgoneion masculino. Tondo de un kílix ático de cerámica de figuras negras, de finales del Cabinet des médailles de la Biblioteca Nacional de Francia, París, Francia.

El gorgoneion aparece por primera vez en el arte griego a comienzos del siglo VIII a. C. Una de las primeras representaciones es en un estatero de electrum descubierto durante excavaciones realizadas en Pario. Otros ejemplos de comienzos del siglo VIII a. C. se encontraron en Tirinto. Remontándose más atrás en el tiempo, existe una imagen muy similar en el Palacio de Cnosos, fechada en el siglo XV a. C. Marija Gimbutas llega a argumentar que «la Gorgona se remonta a por lo menos el 6000 a. C.., tal como se observa en una máscara cerámica de la cultura Sesklo».
En el siglo VI a. C., las gorgoneia del «tipo de máscara de león» canónico eran omnipresentes en los templos griegos, especialmente en la zona de Corinto y su área de influencia. Las gorgoneia en frontones fueron usuales en Sicilia; probablemente una de las más antiguas sea la del Templo de Apolo en Siracusa. Hacia el 500 a. C, se las dejó de utilizar para decorar edificios monumentales, aunque su uso perduró en los antefijos de estructuras más pequeñas durante el siguiente siglo.
Además de su uso en templos, se encuentran imágenes de la Gorgona en vestidos, platos, armas, y monedas en una amplia región del Mediterráneo desde Etruria hasta las costas del Mar Negro. Monedas con la figura de la Gorgona se acuñaron en 37 ciudades, por lo que su imagen es la segunda en cuanto a su ubicuidad numismática solo sobrepasada por algunos dioses olímpicos. En cuanto a los suelos de mosaicos, el gorgoneion era por lo general situado cerca de la puerta de acceso, a modo de protección frente a intrusos hostiles. En los hornos del Ática, el gorgoneion sobre la puerta brindaba protección contra los accidentes.
Las imágenes de la Gorgona continuaron siendo populares incluso en la época cristiana, especialmente en el imperio Bizantino, incluyendo la Rus de Kiev, y fueron revividas en Occidente por los artistas del Renacimiento italiano. Modernamente, la gorgona fue adoptada por el diseñador Gianni Versace como logo de su empresa de moda.

## Origen
Según Gimbutas, la gorgona representaría originalmente ciertos aspectos de la diosa Madre asociados a la "energía vital dinámica" y afirma que las imágenes podrían estar relacionadas con una continuidad cultural que persistiría desde el Neolítico y define el gorgoneion como una imagen arquetípica europea. Jane Ellen Harrison, por otro lado, afirma que muchas culturas primitivas usan máscaras rituales atemorizantes similares, para asustar y evitar algo malo, explicando: "El objeto ritual viene primero; luego el monstruo es engendrado para dar cuenta de él; luego el héroe es proporcionado para dar cuenta del monstruo".

## Galería

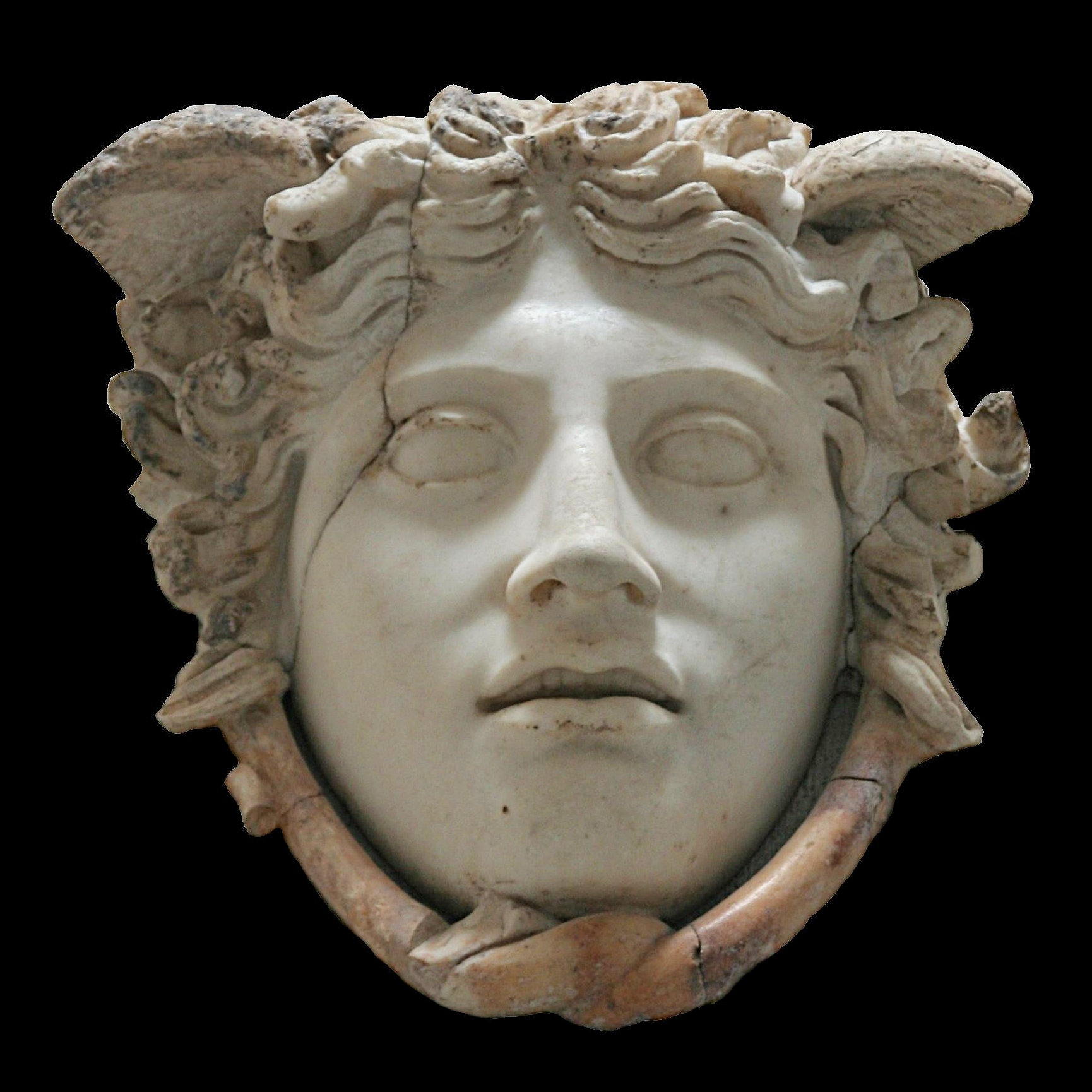
La Medusa Rondanini de mármol, copia romana del original de Fidias que decoraba el escudo de su Atenea Pártenos.
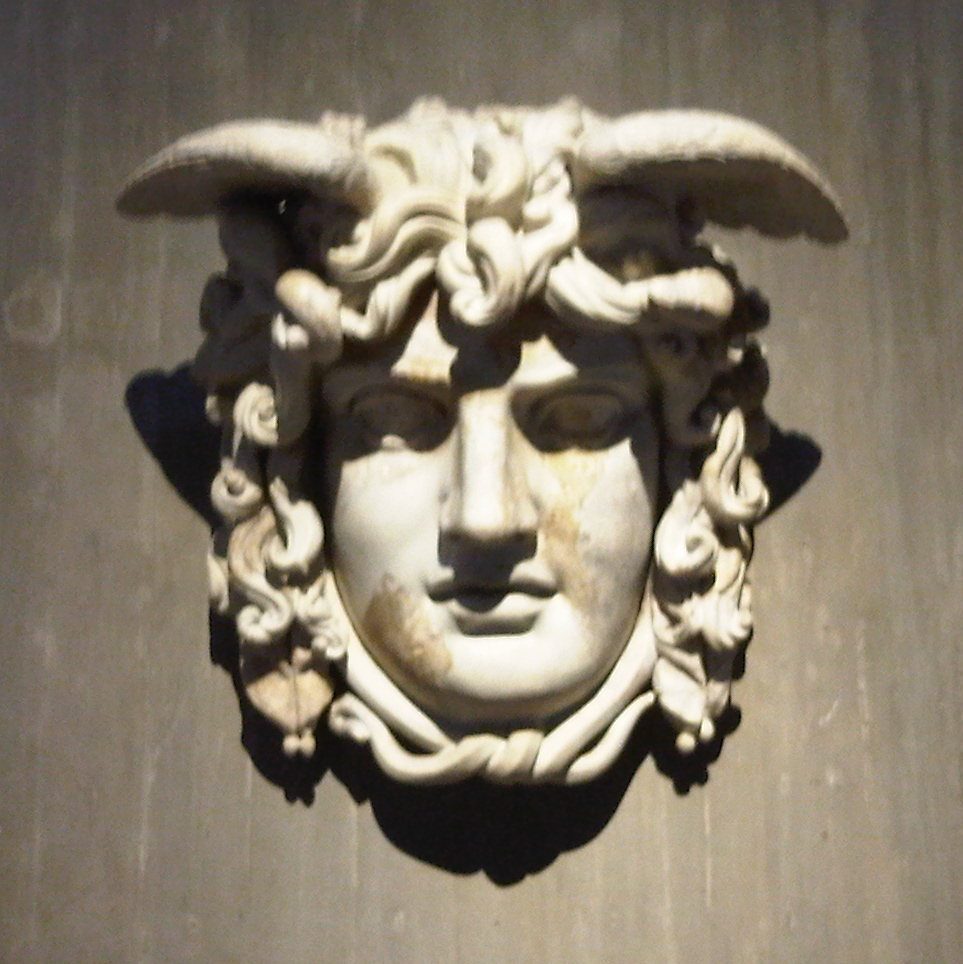
Gorgona Medusa procedente del templo de Venus y Roma (130 d. C.) en el Museo Romano-Germánico de Colonia.
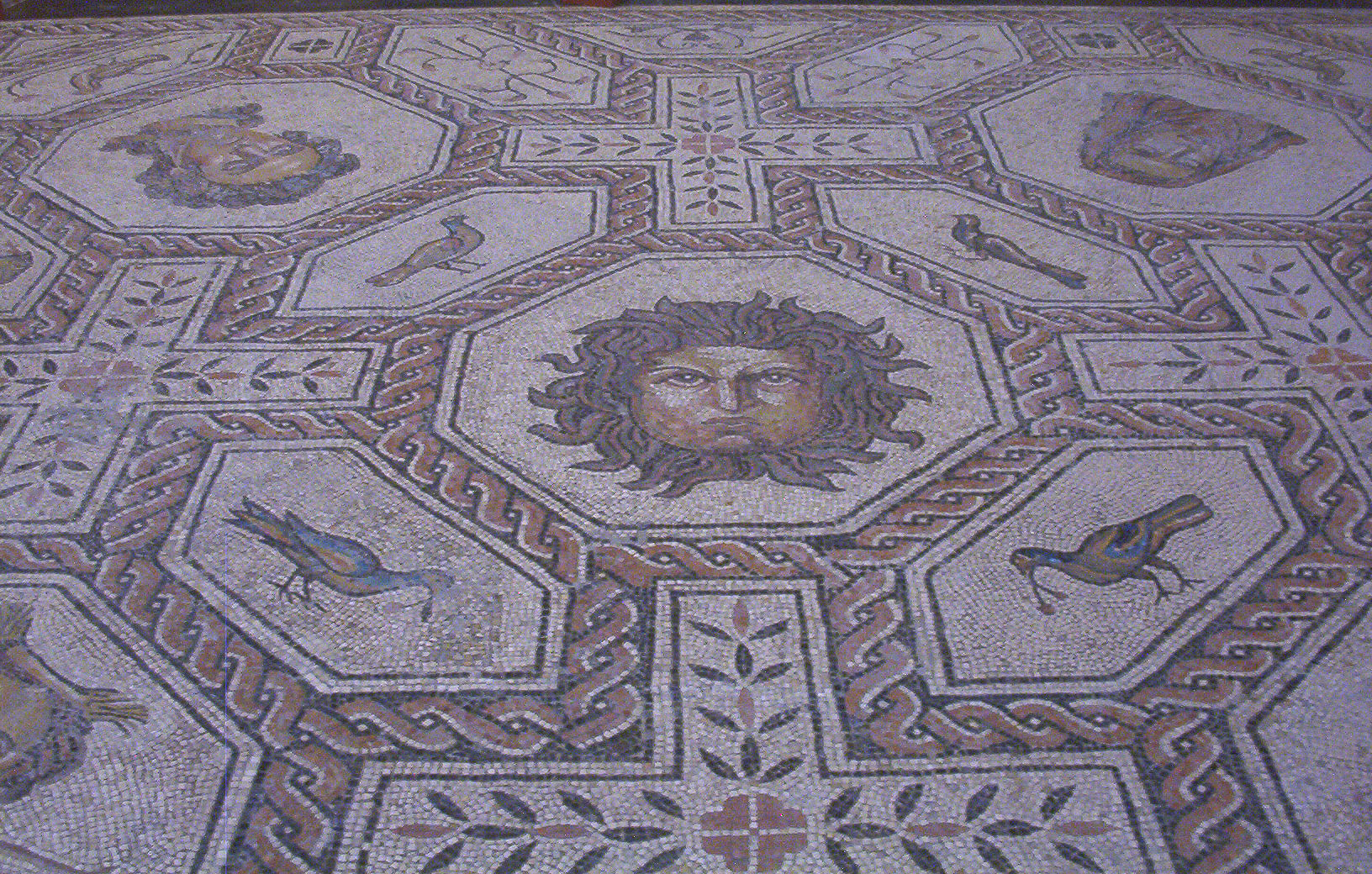
Mosaico en un piso romano en Palencia, 167-200 d. C.
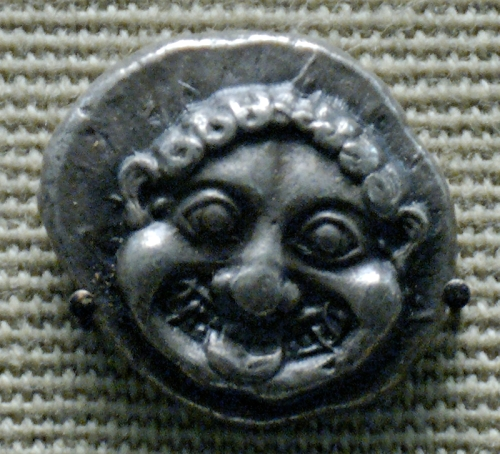
Cabeza de gorgona. Dracma de plata acuñada en Atenas, ca. 520 a. C.